# Neoceratosauria

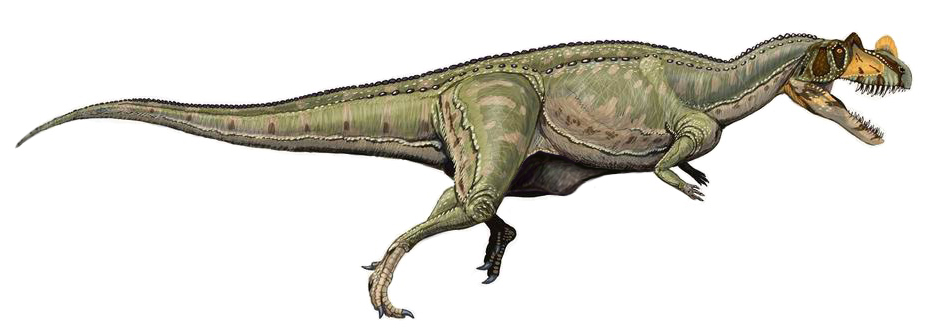
Artistieke weergave van Ceratosaurus

De Neoceratosauria zijn een groep theropode dinosauriërs die behoren tot de Ceratosauria.
Novas gebruikte het woord voor het eerst in 1992 maar gaf geen definitie. Thomas Holtz gaf in 1994 de eerste definitie als klade: de laatste gemeenschappelijk voorouder van Ceratosaurus en de Abelisauridae en al zijn afstammelingen. Padian gaf in 1999 een geheel andere definitie als stamklade: de groep bestaande uit Ceratosaurus en alle soorten nauwer verwant aan Ceratosaurus dan aan Coelophysis.
Omdat recente kladistische analyses aangeven dat de Coelophysoidea zeer basaal zijn en wellicht buiten de Ceratosauria liggen, zouden de twee begrippen Ceratosauria en Neoceratosauria (grotendeels) samenvallen; hierom acht Paul Sereno het concept Neoceratosauria overbodig.